# Polexima monstrosa
Polexima monstrosa es una especie de insecto coleóptero de la familia Chrysomelidae.
Fue descrita científicamente en 1899 por Jacoby.